# خانه امیدعلی عزیزی
خانه امیدعلی عزیزی مربوط به دوره قاجار است و در شیراز، خیابان لطفعلی خان زند، کوچه شهید اکبر منشی واقع شده و این اثر در تاریخ ۱۰ خرداد ۱۳۸۲ با شمارهٔ ثبت ۸۶۴۰ به‌عنوان یکی از آثار ملی ایران به ثبت رسیده است.